# جي بي دي بلواي 2020
جي بي دي بلواي 2020 (بالفرنسية: Grand Prix de Plouay féminin 2020)‏ هو سباق دراجات هوائية، وهو الموسم رقم 22 من السباق، وأقيم في 26 أغسطس 2020، وامتدّ لمسافة 101.1 كيلومتر، وهو أحد سباقات طواف العالم للدراجات للسيدات 2020.
فاز فيه بالمركز الأول  ليزي ديجنان، وبالمركز الثاني  إليزابيث بانكس ‏، وبالمركز الثالث  كيارا كونسوني.

## الفرق
| فرق سيدات عالمية (8)- كانيون إس آر إيه إم راسينغ 2020 ‏ - Liv AlUla Jayco ‏ - يو أي أيه تيم ‏ - ليف ريسينغ ‏ - FDJ–Suez ‏ - Lidl–Trek (women's team) ‏ - فريق سنويب للسيدات 2020 ‏ - موفيستار للسيدات ‏ فرق دراجات قارية سيدات (9)- إس دي وركس ‏ - باركهوتل فالكنبورغ 2020 ‏ - Équipe Paule Ka ‏ - فريق كوجياس ميتلر لوك برو للدراجات 2020 ‏ - اركيا للسيدات 2020 ‏ - Ceratizit Pro Cycling ‏ - شارينت ماريتايم سيلينج للسيدات ‏ - فالكار ترافل آند سيرفس 2020 ‏ - لوتو سودال للسيدات 2020 ‏ فريق نادي الدراجات- دبليو سي سي تيم 2020 ‏ |  |
| |  |

## التصنيف العام النهائي
| \| التصنيف العام \| التصنيف العام \| التصنيف العام \| التصنيف العام \| التصنيف العام \| \| المتسابقة \| المتسابقة \| الفريق \| الوقت \| \| \| ------------- \| ---------------------------- \| ------------------------------------- \| ------------- \| ------------- \| \| 1 \| Lizzie Deignan \| Lidl–Trek (women's team) [الإنجليزية]‏ \| 2 س 43 د 40 ث \| \| \| 2 \| Elizabeth Banks \| Équipe Paule Ka [الإنجليزية]‏ \| + 0 ث \| \| \| 3 \| كيارا كونسوني \| فالكار سيلانس [الإنجليزية]‏ \| + 1 د 13 ث \| \| \| 4 \| مارتا باستيانيلي \| يو أي أيه تيم [الإنجليزية]‏ \| + 1 د 13 ث \| \| \| 5 \| إيلينا سيتشيني \| كانيون–إس آر إيه إم [الإنجليزية]‏ \| + 1 د 13 ث \| \| \| 6 \| Arianna Fidanza [الإنجليزية]‏ \| لوتو بيليسول للسيدات [الإنجليزية]‏ \| + 1 د 13 ث \| \| \| 7 \| Marta Lach [الإنجليزية]‏ \| ليف ريسينغ [الإنجليزية]‏ \| + 1 د 13 ث \| \| \| 8 \| ماريا جوليا كونفالونيري \| Ceratizit Pro Cycling [الإنجليزية]‏ \| + 1 د 13 ث \| \| \| 9 \| أليسيا غونزاليس بلانكو \| موفيستار للسيدات [الإنجليزية]‏ \| + 1 د 13 ث \| \| \| 10 \| Stine Borgli [الإنجليزية]‏ \| FDJ–Suez [الإنجليزية]‏ \| + 1 د 13 ث \| \| |                         |                           |               |  |
| |                         |                           |               |  |
| مصادر: ProCyclingStats Cycling Quotient |                         |                           |               |  |
| التصنيف العام |                         |                           |               |  |
| المتسابقة | المتسابقة               | الفريق                    | الوقت         |  |
| 1 | Lizzie Deignan          | Lidl–Trek (women's team) ‏ | 2 س 43 د 40 ث |  |
| 2 | Elizabeth Banks         | Équipe Paule Ka ‏          | + 0 ث         |  |
| 3 | كيارا كونسوني           | فالكار سيلانس ‏            | + 1 د 13 ث    |  |
| 4 | مارتا باستيانيلي        | يو أي أيه تيم ‏            | + 1 د 13 ث    |  |
| 5 | إيلينا سيتشيني          | كانيون–إس آر إيه إم ‏      | + 1 د 13 ث    |  |
| 6 | Arianna Fidanza ‏        | لوتو بيليسول للسيدات ‏     | + 1 د 13 ث    |  |
| 7 | Marta Lach ‏             | ليف ريسينغ ‏               | + 1 د 13 ث    |  |
| 8 | ماريا جوليا كونفالونيري | Ceratizit Pro Cycling ‏    | + 1 د 13 ث    |  |
| 9 | أليسيا غونزاليس بلانكو  | موفيستار للسيدات ‏         | + 1 د 13 ث    |  |
| 10 | Stine Borgli ‏           | FDJ–Suez ‏                 | + 1 د 13 ث    |  |

### تصنيف النقاط
| \| تصنيف النقاط \| تصنيف النقاط \| تصنيف النقاط \| تصنيف النقاط \| تصنيف النقاط \| \| المتسابقة \| المتسابقة \| الفريق \| النقاط \| \| \| ------------ \| ------------------------ \| --------------------------------------------- \| ------------ \| ------------ \| \| 1 \| ليان ليبرت \| فريق سنويب للسيدات [الإنجليزية]‏ \| 472 نقطة \| \| \| 2 \| Lizzie Deignan \| Lidl–Trek (women's team) [الإنجليزية]‏ \| 408 نقطة \| \| \| 3 \| أنيميك فان فليوتن \| Liv AlUla Jayco [الإنجليزية]‏ \| 400 نقطة \| \| \| 4 \| Elizabeth Banks \| Équipe Paule Ka [الإنجليزية]‏ \| 328 نقطة \| \| \| 5 \| مارغريتا فيكتوريا غارسيا \| يو أي أيه تيم [الإنجليزية]‏ \| 320 نقطة \| \| \| 6 \| أرلينيس سيرا \| أيه آر مونكس برو سيكلينج للسيدات [الإنجليزية]‏ \| 320 نقطة \| \| \| 7 \| أماندا سبرات \| Liv AlUla Jayco [الإنجليزية]‏ \| 300 نقطة \| \| \| 8 \| مارتا باستيانيلي \| يو أي أيه تيم [الإنجليزية]‏ \| 288 نقطة \| \| \| 9 \| ليا توماس \| Équipe Paule Ka [الإنجليزية]‏ \| 276 نقطة \| \| \| 10 \| كيارا كونسوني \| فالكار سيلانس [الإنجليزية]‏ \| 260 نقطة \| \| |                          |                                   |          |  |
| |                          |                                   |          |  |
| مصادر: ProCyclingStats Cycling Quotient |                          |                                   |          |  |
| تصنيف النقاط |                          |                                   |          |  |
| المتسابقة | المتسابقة                | الفريق                            | النقاط   |  |
| 1 | ليان ليبرت               | فريق سنويب للسيدات ‏               | 472 نقطة |  |
| 2 | Lizzie Deignan           | Lidl–Trek (women's team) ‏         | 408 نقطة |  |
| 3 | أنيميك فان فليوتن        | Liv AlUla Jayco ‏                  | 400 نقطة |  |
| 4 | Elizabeth Banks          | Équipe Paule Ka ‏                  | 328 نقطة |  |
| 5 | مارغريتا فيكتوريا غارسيا | يو أي أيه تيم ‏                    | 320 نقطة |  |
| 6 | أرلينيس سيرا             | أيه آر مونكس برو سيكلينج للسيدات ‏ | 320 نقطة |  |
| 7 | أماندا سبرات             | Liv AlUla Jayco ‏                  | 300 نقطة |  |
| 8 | مارتا باستيانيلي         | يو أي أيه تيم ‏                    | 288 نقطة |  |
| 9 | ليا توماس                | Équipe Paule Ka ‏                  | 276 نقطة |  |
| 10 | كيارا كونسوني            | فالكار سيلانس ‏                    | 260 نقطة |  |

## تصنيف الفرق

### الفرق حسب النقاط
| \| ترتيب الفرق حسب النقاط \| ترتيب الفرق حسب النقاط \| ترتيب الفرق حسب النقاط \| ترتيب الفرق حسب النقاط \| \| الفريق \| الفريق \| النقاط \| \| \| ---------------------- \| --------------------------------------------- \| ---------------------- \| ---------------------- \| \| 1 \| Lidl–Trek (women's team) [الإنجليزية]‏ \| 1004 نقطة \| \| \| 2 \| فريق سنويب للسيدات 2020 [الإنجليزية]‏ \| 892 نقطة \| \| \| 3 \| Liv AlUla Jayco [الإنجليزية]‏ \| 732 نقطة \| \| \| 4 \| Équipe Paule Ka [الإنجليزية]‏ \| 716 نقطة \| \| \| 5 \| يو أي أيه تيم [الإنجليزية]‏ \| 672 نقطة \| \| \| 6 \| FDJ–Suez [الإنجليزية]‏ \| 412 نقطة \| \| \| 7 \| أيه آر مونكس برو سيكلينج للسيدات [الإنجليزية]‏ \| 360 نقطة \| \| \| 8 \| إس دي وركس [الإنجليزية]‏ \| 356 نقطة \| \| \| 9 \| فالكار ترافل آند سيرفس 2020 [الإنجليزية]‏ \| 340 نقطة \| \| \| 10 \| كانيون إس آر إيه إم راسينغ 2020 [الإنجليزية]‏ \| 340 نقطة \| \| |                                   |           |  |
| |                                   |           |  |
| مصادر: ProCyclingStats Cycling Quotient |                                   |           |  |
| ترتيب الفرق حسب النقاط |                                   |           |  |
| الفريق | الفريق                            | النقاط    |  |
| 1 | Lidl–Trek (women's team) ‏         | 1004 نقطة |  |
| 2 | فريق سنويب للسيدات 2020 ‏          | 892 نقطة  |  |
| 3 | Liv AlUla Jayco ‏                  | 732 نقطة  |  |
| 4 | Équipe Paule Ka ‏                  | 716 نقطة  |  |
| 5 | يو أي أيه تيم ‏                    | 672 نقطة  |  |
| 6 | FDJ–Suez ‏                         | 412 نقطة  |  |
| 7 | أيه آر مونكس برو سيكلينج للسيدات ‏ | 360 نقطة  |  |
| 8 | إس دي وركس ‏                       | 356 نقطة  |  |
| 9 | فالكار ترافل آند سيرفس 2020 ‏      | 340 نقطة  |  |
| 10 | كانيون إس آر إيه إم راسينغ 2020 ‏  | 340 نقطة  |  |

## المشاركون
| إس دي وركس ‏ DLT | إس دي وركس ‏ DLT             | إس دي وركس ‏ DLT |
| --------------- | --------------------------- | --------------- |
| م               | عداء                        | مرتبة           |
| 1               | أنا فان دير بريغين (طريق)   | لم يكمل السباق  |
| 2               | Chantal van den Broek-Blaak | 45              |
| 3               | كارول آن كانويل (طريق)      | 53              |
| 4               | Jip van den Bos ‏            | 49              |
| 5               | ايمي بيترز (طريق)           | 17              |
| 6               | إيفا بورمان                 | 24              |

| كانيون–إس آر إيه إم ‏ CSR | كانيون–إس آر إيه إم ‏ CSR | كانيون–إس آر إيه إم ‏ CSR |
| ------------------------ | ------------------------ | ------------------------ |
| م                        | عداء                     | مرتبة                    |
| 11                       | ألينا أمياليوسيك         | 46                       |
| 12                       | Alice Barnes (طريق)      | 68                       |
| 13                       | كاتارزينا نيفيادوما      | لم يكمل السباق           |
| 14                       | إيلينا سيتشيني           | 5                        |
| 15                       | Tanja Erath ‏             | 60                       |
| 16                       | ليزا كلاين               | 62                       |

| Liv AlUla Jayco ‏ MTS | Liv AlUla Jayco ‏ MTS     | Liv AlUla Jayco ‏ MTS |
| -------------------- | ------------------------ | -------------------- |
| م                    | عداء                     | مرتبة                |
| 21                   | سارة روي                 | 31                   |
| 22                   | غراسي إلفن               | لم يبدأ              |
| 23                   | جيسيكا ألين              | لم يبدأ              |
| 24                   | أنيميك فان فليوتن (طريق) | 51                   |
| 25                   | غريس براون               | 50                   |
| 26                   | جورجيا وليامز            | لم يبدأ              |

| يو أي أيه تيم ‏ ALE | يو أي أيه تيم ‏ ALE              | يو أي أيه تيم ‏ ALE |
| ------------------ | ------------------------------- | ------------------ |
| م                  | عداء                            | مرتبة              |
| 31                 | مارتا باستيانيلي (طريق)         | 4                  |
| 32                 | يوجينة بوجاك                    | 32                 |
| 33                 | تاتيانا جوديرزو                 | 75                 |
| 34                 | مارغريتا فيكتوريا غارسيا (طريق) | 42                 |
| 35                 | Urša Pintar ‏ (طريق)             | 43                 |
| 36                 | Urška Žigart ‏                   | لم يكمل السباق     |

| ليف ريسينغ ‏ CCC | ليف ريسينغ ‏ CCC           | ليف ريسينغ ‏ CCC |
| --------------- | ------------------------- | --------------- |
| م               | عداء                      | مرتبة           |
| 41              | Valerie Demey ‏            | 21              |
| 42              | Marta Lach ‏ (طريق)        | 7               |
| 43              | ريجان ماركوس              | 38              |
| 44              | Evy Kuijpers ‏             | لم يكمل السباق  |
| 45              | Pauliena Rooijakkers ‏     | 54              |
| 46              | Agnieszka Skalniak-Sójka ‏ | لم يكمل السباق  |

| باركهوتل فالكنبورغ ‏ PHV | باركهوتل فالكنبورغ ‏ PHV | باركهوتل فالكنبورغ ‏ PHV |
| ----------------------- | ----------------------- | ----------------------- |
| م                       | عداء                    | مرتبة                   |
| 51                      | أنوسكا كوستر            | 34                      |
| 52                      | Marit Raaijmakers ‏      | لم يكمل السباق          |
| 53                      | Belle de Gast ‏          | لم يكمل السباق          |
| 54                      | Nina Buijsman ‏          | 37                      |
| 55                      | ديمي فوليرينغ           | 22                      |
| 56                      | Nancy van der Burg ‏     | 76                      |

| اركيا للسيدات ‏ ARK | اركيا للسيدات ‏ ARK  | اركيا للسيدات ‏ ARK |
| ------------------ | ------------------- | ------------------ |
| م                  | عداء                | مرتبة              |
| 61                 | Sandra Levenez ‏     | 72                 |
| 62                 | Typhaine Laurance ‏  | لم يكمل السباق     |
| 63                 | شارلوت بيكر         | 40                 |
| 64                 | Anaïs Morichon ‏     | 55                 |
| 65                 | Coralie Houdin‏      | 73                 |
| 66                 | Amandine Fouquenet ‏ | لم يكمل السباق     |

| فريق كوجياس ميتلر لوك برو للدراجات ‏ CGS | فريق كوجياس ميتلر لوك برو للدراجات ‏ CGS | فريق كوجياس ميتلر لوك برو للدراجات ‏ CGS |
| --------------------------------------- | --------------------------------------- | --------------------------------------- |
| م                                       | عداء                                    | مرتبة                                   |
| 71                                      | Noemi Rüegg ‏                            | لم يكمل السباق                          |
| 74                                      | Annabel Fisher ‏                         | 71                                      |
| 75                                      | Lara Krähemann ‏                         | لم يكمل السباق                          |
| 76                                      | إدفيج بيتل                              | لم يكمل السباق                          |

| Équipe Paule Ka ‏ EPK | Équipe Paule Ka ‏ EPK       | Équipe Paule Ka ‏ EPK |
| -------------------- | -------------------------- | -------------------- |
| م                    | عداء                       | مرتبة                |
| 81                   | ليا توماس                  | 28                   |
| 82                   | Elizabeth Banks            | 2                    |
| 83                   | كلارا كوبينبرج             | لم يكمل السباق       |
| 84                   | Niamh Fisher-Black ‏ (طريق) | لم يكمل السباق       |
| 85                   | مارلين رويسر (طريق)        | 35                   |
| 86                   | Mikayla Harvey ‏            | 13                   |

| FDJ–Suez ‏ FDJ | FDJ–Suez ‏ FDJ       | FDJ–Suez ‏ FDJ  |
| ------------- | ------------------- | -------------- |
| م             | عداء                | مرتبة          |
| 91            | سيسيلي أوتوب لودفيغ | 30             |
| 92            | Stine Borgli ‏       | 10             |
| 93            | برودي شابمان        | لم يكمل السباق |
| 94            | أوجيني دوفال        | 16             |
| 95            | إميليا فهلين        | 19             |
| 96            | Victorie Guilman ‏   | 64             |

| Lidl–Trek (women's team) ‏ TFS | Lidl–Trek (women's team) ‏ TFS | Lidl–Trek (women's team) ‏ TFS |
| ----------------------------- | ----------------------------- | ----------------------------- |
| م                             | عداء                          | مرتبة                         |
| 101                           | Anna Plichta ‏                 | لم يكمل السباق                |
| 102                           | Lizzie Deignan                | 1                             |
| 103                           | إليسا ونغو بورغيني            | 29                            |
| 104                           | تايلر وايلز                   | 52                            |
| 105                           | روث ويندر (طريق)              | 25                            |
| 106                           | تريكسي ووراك                  | 70                            |

| فريق سنويب للسيدات ‏ SUN | فريق سنويب للسيدات ‏ SUN | فريق سنويب للسيدات ‏ SUN |
| ----------------------- | ----------------------- | ----------------------- |
| م                       | عداء                    | مرتبة                   |
| 111                     | فلورتجي ماكايج          | 27                      |
| 112                     | أليسون جاكسون           | 18                      |
| 113                     | ليا كيرشمان             | 11                      |
| 114                     | ليان ليبرت              | 12                      |
| 115                     | آنا هندرسون             | 63                      |
| 116                     | لورينا ويبيس            | 61                      |

| شارينت ماريتايم سيلينج للسيدات ‏ CMW | شارينت ماريتايم سيلينج للسيدات ‏ CMW | شارينت ماريتايم سيلينج للسيدات ‏ CMW |
| ----------------------------------- | ----------------------------------- | ----------------------------------- |
| م                                   | عداء                                | مرتبة                               |
| 121                                 | Alice Coutinho ‏                     | لم يكمل السباق                      |
| 122                                 | Coralie Demay ‏                      | لم يكمل السباق                      |
| 123                                 | Célia Le Mouel ‏                     | 58                                  |
| 124                                 | Manon Minaud ‏                       | لم يكمل السباق                      |
| 125                                 | India Grangier ‏                     | 74                                  |
| 126                                 | Noémie Abgrall ‏                     | 26                                  |

| موفيستار للسيدات ‏ MOV | موفيستار للسيدات ‏ MOV  | موفيستار للسيدات ‏ MOV |
| --------------------- | ---------------------- | --------------------- |
| م                     | عداء                   | مرتبة                 |
| 131                   | أود بيانيك             | 15                    |
| 132                   | أليسيا غونزاليس بلانكو | 9                     |
| 133                   | باربرا جوارشي          | 69                    |
| 134                   | شيلا جوتيريز           | لم يكمل السباق        |
| 135                   | Katrine Aalerud ‏       | 67                    |
| 136                   | غلوريا رودريغيز        | لم يبدأ               |

| Ceratizit Pro Cycling ‏ WNT | Ceratizit Pro Cycling ‏ WNT | Ceratizit Pro Cycling ‏ WNT |
| -------------------------- | -------------------------- | -------------------------- |
| م                          | عداء                       | مرتبة                      |
| 141                        | Julie Norman Leth ‏         | 66                         |
| 142                        | ماريا جوليا كونفالونيري    | 8                          |
| 143                        | Kathrin Hammes ‏            | 47                         |
| 144                        | أني سانستيبان              | 41                         |
| 145                        | إيريكا ماجندي              | 48                         |
| 146                        | Aafke Soet ‏                | لم يكمل السباق             |

| فالكار سيلانس ‏ VAL | فالكار سيلانس ‏ VAL | فالكار سيلانس ‏ VAL |
| ------------------ | ------------------ | ------------------ |
| م                  | عداء               | مرتبة              |
| 151                | مارتا كافالي       | 20                 |
| 152                | Ilaria Sanguineti ‏ | 44                 |
| 153                | Silvia Persico ‏    | 14                 |
| 154                | Vittoria Guazzini ‏ | لم يكمل السباق     |
| 155                | كيارا كونسوني      | 3                  |
| 156                | إيلينا بيروني      | لم يكمل السباق     |

| لوتو بيليسول للسيدات ‏ LSL | لوتو بيليسول للسيدات ‏ LSL  | لوتو بيليسول للسيدات ‏ LSL |
| ------------------------- | -------------------------- | ------------------------- |
| م                         | عداء                       | مرتبة                     |
| 161                       | لوت كوبيكي                 | 23                        |
| 162                       | Teuntje Beekhuis ‏          | 36                        |
| 163                       | Dani Christmas ‏            | 39                        |
| 164                       | Arianna Fidanza ‏           | 6                         |
| 165                       | Abby-Mae Parkinson ‏        | 56                        |
| 166                       | Jesse Vandenbulcke ‏ (طريق) | 33                        |

| دبليو سي سي تيم ‏ WCC | دبليو سي سي تيم ‏ WCC     | دبليو سي سي تيم ‏ WCC |
| -------------------- | ------------------------ | -------------------- |
| م                    | عداء                     | مرتبة                |
| 171                  | Anastasiya Kolesava ‏     | لم يكمل السباق       |
| 172                  | Catalina Soto ‏           | 57                   |
| 173                  | Eyeru Tesfoam Gebru ‏     | 59                   |
| 174                  | Akvilė Gedraitytė ‏       | لم يكمل السباق       |
| 175                  | Magdeleine Vallieres ‏    | 65                   |
| 176                  | Tereza Medveďová ‏ (طريق) | لم يكمل السباق       |

| إس دي وركس ‏ DLT | إس دي وركس ‏ DLT             | إس دي وركس ‏ DLT |
| --------------- | --------------------------- | --------------- |
| م               | عداء                        | مرتبة           |
| 1               | أنا فان دير بريغين (طريق)   | لم يكمل السباق  |
| 2               | Chantal van den Broek-Blaak | 45              |
| 3               | كارول آن كانويل (طريق)      | 53              |
| 4               | Jip van den Bos ‏            | 49              |
| 5               | ايمي بيترز (طريق)           | 17              |
| 6               | إيفا بورمان                 | 24              |

| كانيون–إس آر إيه إم ‏ CSR | كانيون–إس آر إيه إم ‏ CSR | كانيون–إس آر إيه إم ‏ CSR |
| ------------------------ | ------------------------ | ------------------------ |
| م                        | عداء                     | مرتبة                    |
| 11                       | ألينا أمياليوسيك         | 46                       |
| 12                       | Alice Barnes (طريق)      | 68                       |
| 13                       | كاتارزينا نيفيادوما      | لم يكمل السباق           |
| 14                       | إيلينا سيتشيني           | 5                        |
| 15                       | Tanja Erath ‏             | 60                       |
| 16                       | ليزا كلاين               | 62                       |

| Liv AlUla Jayco ‏ MTS | Liv AlUla Jayco ‏ MTS     | Liv AlUla Jayco ‏ MTS |
| -------------------- | ------------------------ | -------------------- |
| م                    | عداء                     | مرتبة                |
| 21                   | سارة روي                 | 31                   |
| 22                   | غراسي إلفن               | لم يبدأ              |
| 23                   | جيسيكا ألين              | لم يبدأ              |
| 24                   | أنيميك فان فليوتن (طريق) | 51                   |
| 25                   | غريس براون               | 50                   |
| 26                   | جورجيا وليامز            | لم يبدأ              |

| يو أي أيه تيم ‏ ALE | يو أي أيه تيم ‏ ALE              | يو أي أيه تيم ‏ ALE |
| ------------------ | ------------------------------- | ------------------ |
| م                  | عداء                            | مرتبة              |
| 31                 | مارتا باستيانيلي (طريق)         | 4                  |
| 32                 | يوجينة بوجاك                    | 32                 |
| 33                 | تاتيانا جوديرزو                 | 75                 |
| 34                 | مارغريتا فيكتوريا غارسيا (طريق) | 42                 |
| 35                 | Urša Pintar ‏ (طريق)             | 43                 |
| 36                 | Urška Žigart ‏                   | لم يكمل السباق     |

| ليف ريسينغ ‏ CCC | ليف ريسينغ ‏ CCC           | ليف ريسينغ ‏ CCC |
| --------------- | ------------------------- | --------------- |
| م               | عداء                      | مرتبة           |
| 41              | Valerie Demey ‏            | 21              |
| 42              | Marta Lach ‏ (طريق)        | 7               |
| 43              | ريجان ماركوس              | 38              |
| 44              | Evy Kuijpers ‏             | لم يكمل السباق  |
| 45              | Pauliena Rooijakkers ‏     | 54              |
| 46              | Agnieszka Skalniak-Sójka ‏ | لم يكمل السباق  |

| باركهوتل فالكنبورغ ‏ PHV | باركهوتل فالكنبورغ ‏ PHV | باركهوتل فالكنبورغ ‏ PHV |
| ----------------------- | ----------------------- | ----------------------- |
| م                       | عداء                    | مرتبة                   |
| 51                      | أنوسكا كوستر            | 34                      |
| 52                      | Marit Raaijmakers ‏      | لم يكمل السباق          |
| 53                      | Belle de Gast ‏          | لم يكمل السباق          |
| 54                      | Nina Buijsman ‏          | 37                      |
| 55                      | ديمي فوليرينغ           | 22                      |
| 56                      | Nancy van der Burg ‏     | 76                      |

| اركيا للسيدات ‏ ARK | اركيا للسيدات ‏ ARK  | اركيا للسيدات ‏ ARK |
| ------------------ | ------------------- | ------------------ |
| م                  | عداء                | مرتبة              |
| 61                 | Sandra Levenez ‏     | 72                 |
| 62                 | Typhaine Laurance ‏  | لم يكمل السباق     |
| 63                 | شارلوت بيكر         | 40                 |
| 64                 | Anaïs Morichon ‏     | 55                 |
| 65                 | Coralie Houdin‏      | 73                 |
| 66                 | Amandine Fouquenet ‏ | لم يكمل السباق     |

| فريق كوجياس ميتلر لوك برو للدراجات ‏ CGS | فريق كوجياس ميتلر لوك برو للدراجات ‏ CGS | فريق كوجياس ميتلر لوك برو للدراجات ‏ CGS |
| --------------------------------------- | --------------------------------------- | --------------------------------------- |
| م                                       | عداء                                    | مرتبة                                   |
| 71                                      | Noemi Rüegg ‏                            | لم يكمل السباق                          |
| 74                                      | Annabel Fisher ‏                         | 71                                      |
| 75                                      | Lara Krähemann ‏                         | لم يكمل السباق                          |
| 76                                      | إدفيج بيتل                              | لم يكمل السباق                          |

| Équipe Paule Ka ‏ EPK | Équipe Paule Ka ‏ EPK       | Équipe Paule Ka ‏ EPK |
| -------------------- | -------------------------- | -------------------- |
| م                    | عداء                       | مرتبة                |
| 81                   | ليا توماس                  | 28                   |
| 82                   | Elizabeth Banks            | 2                    |
| 83                   | كلارا كوبينبرج             | لم يكمل السباق       |
| 84                   | Niamh Fisher-Black ‏ (طريق) | لم يكمل السباق       |
| 85                   | مارلين رويسر (طريق)        | 35                   |
| 86                   | Mikayla Harvey ‏            | 13                   |

| FDJ–Suez ‏ FDJ | FDJ–Suez ‏ FDJ       | FDJ–Suez ‏ FDJ  |
| ------------- | ------------------- | -------------- |
| م             | عداء                | مرتبة          |
| 91            | سيسيلي أوتوب لودفيغ | 30             |
| 92            | Stine Borgli ‏       | 10             |
| 93            | برودي شابمان        | لم يكمل السباق |
| 94            | أوجيني دوفال        | 16             |
| 95            | إميليا فهلين        | 19             |
| 96            | Victorie Guilman ‏   | 64             |

| Lidl–Trek (women's team) ‏ TFS | Lidl–Trek (women's team) ‏ TFS | Lidl–Trek (women's team) ‏ TFS |
| ----------------------------- | ----------------------------- | ----------------------------- |
| م                             | عداء                          | مرتبة                         |
| 101                           | Anna Plichta ‏                 | لم يكمل السباق                |
| 102                           | Lizzie Deignan                | 1                             |
| 103                           | إليسا ونغو بورغيني            | 29                            |
| 104                           | تايلر وايلز                   | 52                            |
| 105                           | روث ويندر (طريق)              | 25                            |
| 106                           | تريكسي ووراك                  | 70                            |

| فريق سنويب للسيدات ‏ SUN | فريق سنويب للسيدات ‏ SUN | فريق سنويب للسيدات ‏ SUN |
| ----------------------- | ----------------------- | ----------------------- |
| م                       | عداء                    | مرتبة                   |
| 111                     | فلورتجي ماكايج          | 27                      |
| 112                     | أليسون جاكسون           | 18                      |
| 113                     | ليا كيرشمان             | 11                      |
| 114                     | ليان ليبرت              | 12                      |
| 115                     | آنا هندرسون             | 63                      |
| 116                     | لورينا ويبيس            | 61                      |

| شارينت ماريتايم سيلينج للسيدات ‏ CMW | شارينت ماريتايم سيلينج للسيدات ‏ CMW | شارينت ماريتايم سيلينج للسيدات ‏ CMW |
| ----------------------------------- | ----------------------------------- | ----------------------------------- |
| م                                   | عداء                                | مرتبة                               |
| 121                                 | Alice Coutinho ‏                     | لم يكمل السباق                      |
| 122                                 | Coralie Demay ‏                      | لم يكمل السباق                      |
| 123                                 | Célia Le Mouel ‏                     | 58                                  |
| 124                                 | Manon Minaud ‏                       | لم يكمل السباق                      |
| 125                                 | India Grangier ‏                     | 74                                  |
| 126                                 | Noémie Abgrall ‏                     | 26                                  |

| موفيستار للسيدات ‏ MOV | موفيستار للسيدات ‏ MOV  | موفيستار للسيدات ‏ MOV |
| --------------------- | ---------------------- | --------------------- |
| م                     | عداء                   | مرتبة                 |
| 131                   | أود بيانيك             | 15                    |
| 132                   | أليسيا غونزاليس بلانكو | 9                     |
| 133                   | باربرا جوارشي          | 69                    |
| 134                   | شيلا جوتيريز           | لم يكمل السباق        |
| 135                   | Katrine Aalerud ‏       | 67                    |
| 136                   | غلوريا رودريغيز        | لم يبدأ               |

| Ceratizit Pro Cycling ‏ WNT | Ceratizit Pro Cycling ‏ WNT | Ceratizit Pro Cycling ‏ WNT |
| -------------------------- | -------------------------- | -------------------------- |
| م                          | عداء                       | مرتبة                      |
| 141                        | Julie Norman Leth ‏         | 66                         |
| 142                        | ماريا جوليا كونفالونيري    | 8                          |
| 143                        | Kathrin Hammes ‏            | 47                         |
| 144                        | أني سانستيبان              | 41                         |
| 145                        | إيريكا ماجندي              | 48                         |
| 146                        | Aafke Soet ‏                | لم يكمل السباق             |

| فالكار سيلانس ‏ VAL | فالكار سيلانس ‏ VAL | فالكار سيلانس ‏ VAL |
| ------------------ | ------------------ | ------------------ |
| م                  | عداء               | مرتبة              |
| 151                | مارتا كافالي       | 20                 |
| 152                | Ilaria Sanguineti ‏ | 44                 |
| 153                | Silvia Persico ‏    | 14                 |
| 154                | Vittoria Guazzini ‏ | لم يكمل السباق     |
| 155                | كيارا كونسوني      | 3                  |
| 156                | إيلينا بيروني      | لم يكمل السباق     |

| لوتو بيليسول للسيدات ‏ LSL | لوتو بيليسول للسيدات ‏ LSL  | لوتو بيليسول للسيدات ‏ LSL |
| ------------------------- | -------------------------- | ------------------------- |
| م                         | عداء                       | مرتبة                     |
| 161                       | لوت كوبيكي                 | 23                        |
| 162                       | Teuntje Beekhuis ‏          | 36                        |
| 163                       | Dani Christmas ‏            | 39                        |
| 164                       | Arianna Fidanza ‏           | 6                         |
| 165                       | Abby-Mae Parkinson ‏        | 56                        |
| 166                       | Jesse Vandenbulcke ‏ (طريق) | 33                        |

| دبليو سي سي تيم ‏ WCC | دبليو سي سي تيم ‏ WCC     | دبليو سي سي تيم ‏ WCC |
| -------------------- | ------------------------ | -------------------- |
| م                    | عداء                     | مرتبة                |
| 171                  | Anastasiya Kolesava ‏     | لم يكمل السباق       |
| 172                  | Catalina Soto ‏           | 57                   |
| 173                  | Eyeru Tesfoam Gebru ‏     | 59                   |
| 174                  | Akvilė Gedraitytė ‏       | لم يكمل السباق       |
| 175                  | Magdeleine Vallieres ‏    | 65                   |
| 176                  | Tereza Medveďová ‏ (طريق) | لم يكمل السباق       |

## وصلات خارجية
- لمحة عن سباق جي بي دي بلواي 2020 على موقع  ProCyclingStats   (برو  سايكلنج  ستاتس) - إحصاءات  محترفي  الدراجات.

- جي بي دي بلواي 2020 على موقع إحصائيات الدراجات الإحترافية (الإنجليزية)